# John Liander
John Mårten "Massa" Liander, född den 7 juli 1863 i Skövde landsförsamling, död den 21 januari 1934 i Strängnäs, var en svensk skådespelare, dekormålare och teaterdirektör.

## Biografi
Liander var skådespelare hos Knut Tivander 1883–1884, hos August Sandberg 1884–1885, och var dekormålare till 1889, då han gick till Folkteatern. 

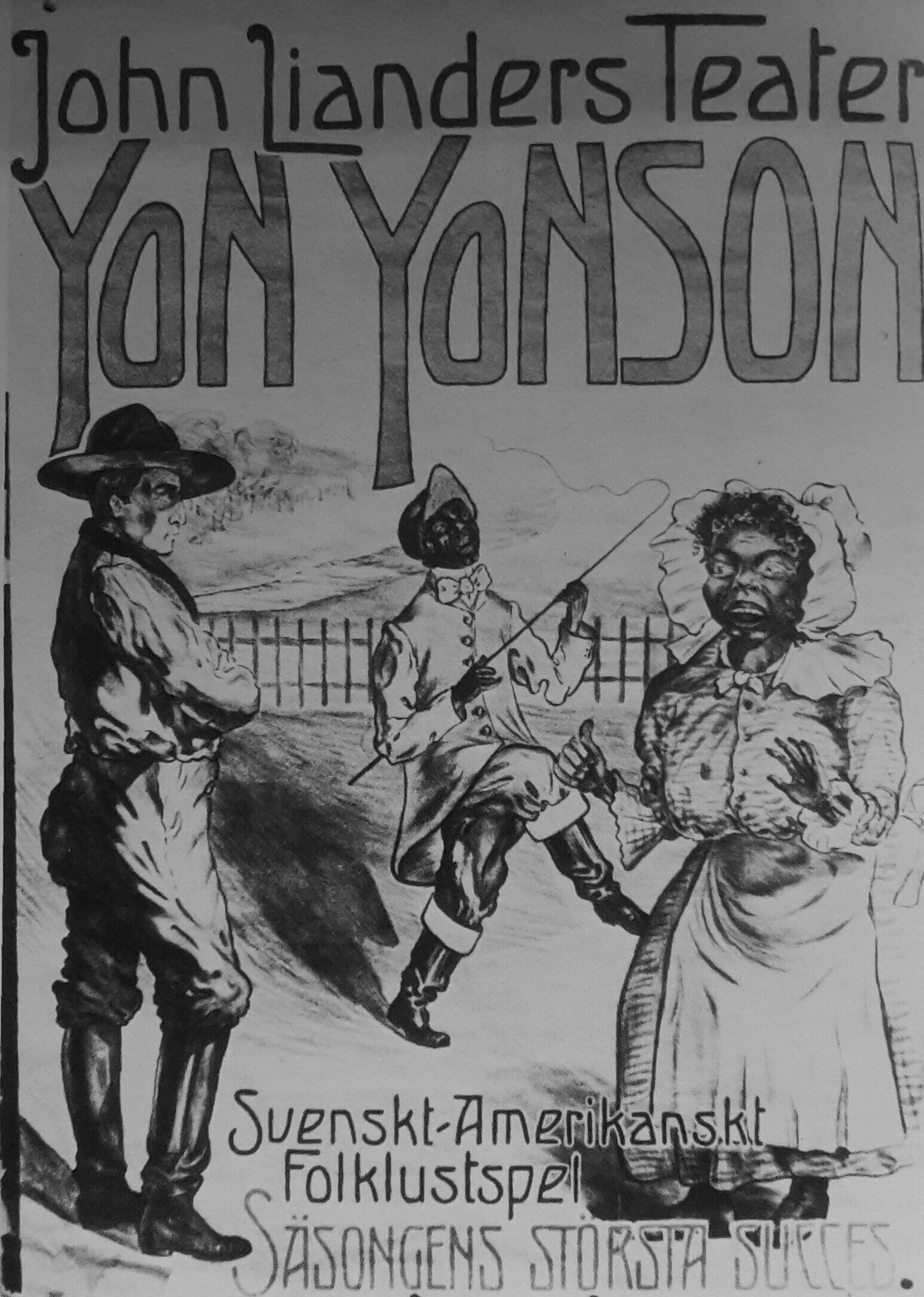
John Lianders teater grupp i USA

Mellan 1893 och 1895 var han skådespelare och meddirektör vid ett svenskt teatersällskap i Chicago, innan han återvände till Folkteatern. Han spelade därefter på Kristallsalongen, Södra Teatern, Olympiateatern samt i landsorten, hos Anna Hoffman, Bror Olsson, Albert Ranft, Oskar Textorius, Anna Lundberg och Emil Strömberg innan han skaffade eget sällskap 1908, med vilket han turnerade i landsorten med Emil Norlander- och Karl Gerhard-revyer.
Bland Lianders roller märks Hulting i Rospiggarne, Lundström i Andersson, Pettersson och Lundström, Hertig Karl i Daniel Hjort, Celestin i Lilla helgonet, Gunnar Rask i Hin och smålänningen, Grönberg i Öregrund och Östhammar, Luft-Kalle i Den förgyllda lergöken, Blomvall i Stabstrumpetaren, Knauser i Glada gossar och Löpar-Nisse i Värmlänningarne.
Han gifte sig 1897 med Hanna Lindberg (född 1871). De är begravda på Gamla kyrkogården i Strängnäs.

## Teater

### Roller
| År   | Roll                                       | Produktion                                                                  | Regi         | Teater                 |
| ---- | ------------------------------------------ | --------------------------------------------------------------------------- | ------------ | ---------------------- |
| 1906 | Kopparslagare Jansén, hertigen av Danviken | Hertiginnan af Danviken Hasse Z                                             |              | Kristallsalongen       |
| 1911 | Yon Yonson                                 | Yon Yonson Algot Sandberg                                                   | John Liander | John Lianders sällskap |
| 1911 | Kardinal Richelieu                         | De tre musketörerna Alexandre Dumas den äldre                               | John Liander | John Lianders sällskap |
| 1912 | Medverkande                                | Susanna och seglarna, eller En rundmålning, Norrköping-Arkösund, revy       |              | John Lianders sällskap |
| 1921 | Medverkande                                | På vift, eller Stockholm – Köpenhamn – Paris – Granada, revy Emil Norlander |              | Kristallsalongen       |